# Aurorazhdarcho
Aurorazhdarcho is een geslacht van uitgestorven pterosauriërs, behorend tot de groep van de Pterodactyloidea, dat tijdens het Laat-Jura leefde in het gebied van het huidige Duitsland.

## Vondst en naamgeving
In 1998 vond de amateurpaleontoloog Peter Katschmekat in de Blumenberggroeve, drie kilometer ten noordwesten van Eichstätt, in de Solnhofener kalksteen een fossiel van een pterosauriër. Dit werd geprepareerd door Gerd Stübener. De soort is in 2011 benoemd en beschreven door de Duitse paleontoloog Eberhard Frey, de Zwitserse paleontoloog Christian Meyer en de fotograaf Helmuth Tischlinger. De geslachtsnaam is afgeleid van het Latijn aurora, 'dageraad' en het Kazachs Azhdarcho, de naam van een mythische draak. De soortaanduiding betekent 'de allereerste' in het Latijn.

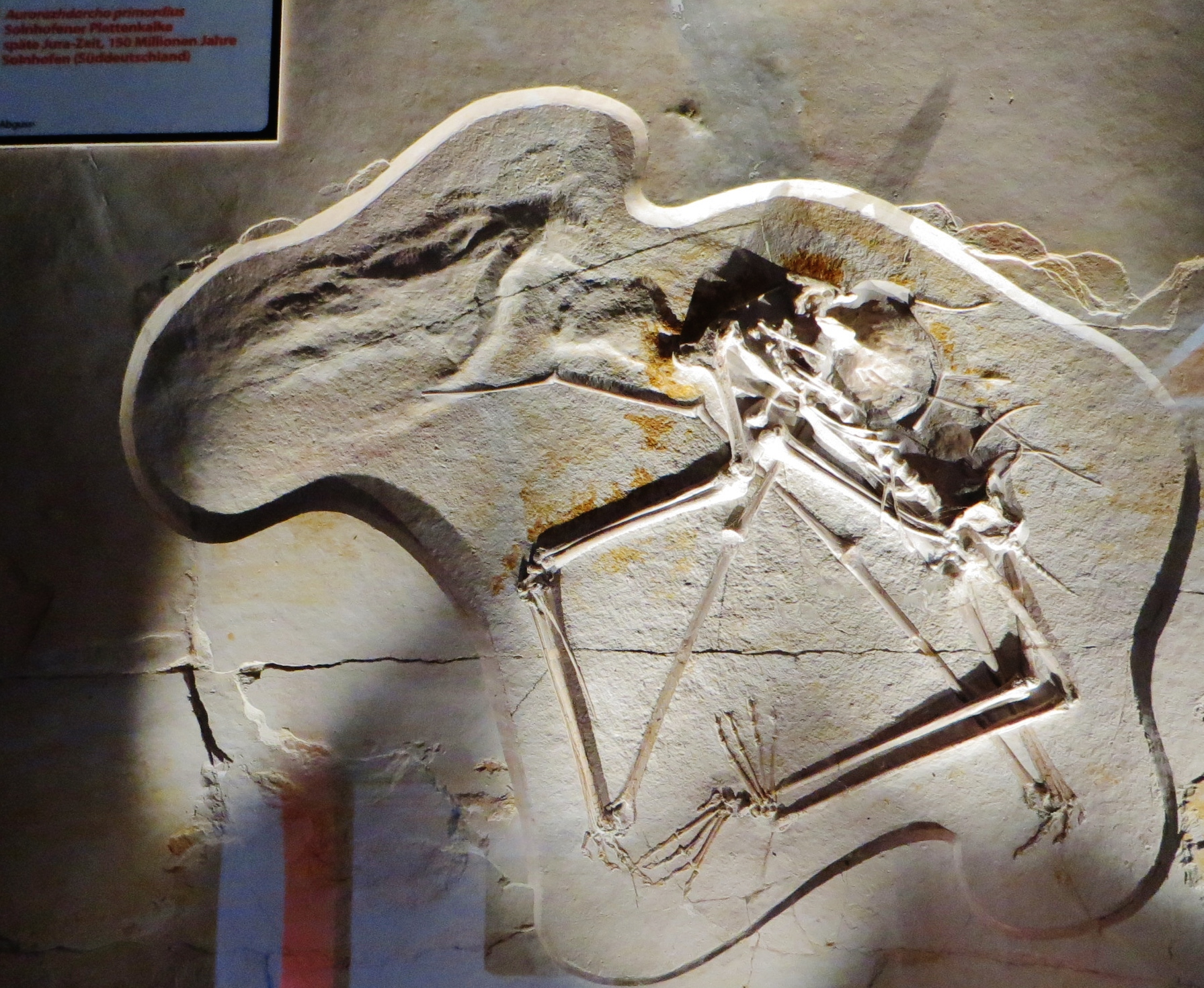
NMB Sh 110

Het holotype, NMB Sh 110, is gevonden in een laag van de Bovenste Eichstättformatie, die dateert uit het vroege Tithonien, vrij exact 150 miljoen jaar oud. Het bestaat uit een skelet op een enkele plaat van vijfenvijftig bij achtenveertig centimeter. De zachtere mergel van de tegenplaat is verwijderd en van de botten losgemaakt zodat deze, vrijwel niet samengedrukt, in een driedimensionale structuur konden worden blootgelegd. Vrijwel alles van het postcraniaal skelet is in verband liggend bewaard gebleven met uitzondering van de nek. Die is echter als afdruk aanwezig, inclusief keelzak, en loopt uit in een afdruk van vrijwel de gehele schedel en onderkaken. In de natuurlijke mal bevinden zich resten van de weke delen in de vorm van schilfertjes calciumfosfaat die goed zichtbaar worden bij de ultravioletlichtfotografie waarin Tischlinger gespecialiseerd is. Zo wordt een vage indruk verkregen van de vorm en omvang van deze delen. Aangenomen werd dat kop en nek later weggedreven zijn nadat de kop eerst, in de stroming bewegend, een aantal parallelle afdrukken gemaakt had die de illusie geven van een hoge schedel. Dat de nek kennelijk niet precies in het verlengde van de ruggengraat lag, verklaarden de beschrijvers door het grotendeels afgerukt worden door een halfmislukte aanval van een roofdier waarna het karkas snel naar de bodem zonk. Het individu was onvolwassen. Het fossiel maakt deel uit van de collectie van het Naturhistorisches Museum Basel.
In 2012 stelde Stephen Christopher Bennett dat Aurorazhdarcho primordius identiek was aan een al veel langer bekende soort: Pterodactylus micronyx Meyer 1856. P. micronyx was een van de vele soorten die in de negentiende eeuw binnen het genus Pterodactylus benoemd was. Hoewel er al lang begrepen werd dat de soort niet bij de typesoort van Pterodactylus, Pterodactylus antiquus, in één geslacht thuishoorde, was er tot 2012 geen consensus bereikt over de status ervan. Het ging bij de aan P. micronyx toegewezen exemplaren duidelijk om jonge dieren, maar het was een strijdpunt of het jongen betrof van een al bekend genus — en zo ja, welk dan — of juvenielen van een geslacht waarvan de volwassen exemplaren nog ontdekt moesten worden. Bennett stelde dat dit probleem nu was opgelost want hij meende in NMB Sh 110 duidelijk een rijper individu van P. micronyx te herkennen. Hoewel Aurorazhdarcho primordius de typesoort blijft van Aurorazhdarcho met als genoholotype Aurorazhdarcho primordius, zou in dat geval de combinatio nova de naam Aurorazhdarcho micronyx zijn met als holotype ELTE V 256. Verschillende andere later benoemde soorten zouden hiervan dan weer jongere synoniemen zijn: Pterodactylus longirostris Meyer 1859; Pterodactylus brevirostris Meyer 1859 en Pterodactylus pulchellus Meyer 1861. Ook het oudere maar in vergetelheid geraakte nomen oblitum Ornithocephalus Redenbacheri Wagner 1851 was dan een, ouder, synoniem. Dit zou ook het aantal bekende exemplaren fors vergroten. Bennett wees nog een dozijn specimina: BSP 1936 I 50, 1964 XXIII 100; CM 11425 (= Exemplar 36), CM 11426 (= Exemplar 44); MB.R. 3531 (= Exemplar 40); TM 13104; RM St. 18183; NHMUK 42735; SNSD-MMG BaJ 21 (= Exemplar 41); JME-SOS 4594 (eerder # PTH 1983/2649); en PMU 24792 (eerder #R 67/R 439, = Exemplar 43) aan de soort toe. Voor bepaalde exemplaren kwam hij hiermee terug van een eerdere toewijzing uit 1996 aan Gnathosaurus waarvan hij echter stelde dat een vondst van een volledig volwassen skelet inclusief schedel zou kunnen aantonen dat het een ouder synoniem is, dus met prioriteit. In 2025 stelde hij inderdaad dat Aurorazhdarcho een jonger synoniem is van Ganthosaurus.
In 2013 wees David Hone ook specimen CM 35002 aan Aurorazhdarcho toe. Het gaat om de tegenplaat van CM 11426, die een eigen inventarisnummer had gekregen, omdat het fossiel per abuis gecatalogiseerd was als de tegenplaat van CM 11425 en deze vergissing ontdekt werd maar in eerste instantie niet begrepen werd dat de echte hoofdplaat ook in de collectie van het Carnegie Museum aanwezig was.
In 2022 werd specimen MB.R.3531 aan de soort toegewezen. Dit bewaart uitgebreide delen van het vleugelmembraan en de vliezen tussen de tenen.

## Beschrijving

### Grootte, symplesiomorfieën en autapomorfieën
Aurorazhdarcho is een vrij kleine pterodactyloïde met een vleugelspanwijdte van ruim een meter. De elementen van een enkele vleugel hebben in elkaars verlengde gelegd een gezamenlijke lengte van 537,8 millimeter; de breedte van de romp compenseerde ongeveer het feit dat ze altijd een bepaalde hoek met elkaar maakten.
De beschrijvers wisten ten opzichte van de Azhdarchidae enkele onderscheidende kenmerken vast te stellen. Het vierde middenhandsbeen is maar weinig langer dan de onderarm. Het derde en vierde vingerkootje zijn samen langer dan het tweede vingerkootje. De onderkant van de twee uiterste vingerkootjes van de vierde (vleugel)vinger is bol. Er bevinden zich geen richels boven en onder het schoudergewricht. De hals van het opperarmbeen wordt niet doorboord door een pneumatisch foramen. Alle borstribben hebben een gewrichtsverbinding met hun wervels in plaats van dat de voorste ermee vergroeid zijn. Hoewel deze zes kenmerken werden voorgesteld als inhoudende een 'diagnose' zijn het geen afgeleide nieuwe eigenschappen, ofwel autapomorfieën, van Aurorazhdarcho maar symplesiomorfieën, basale kenmerken die omvattender groepen typeren. Ze zijn dus geen bewijs dat het een apart taxon betreft.
In 2012 kwam Bennett met een lijst van echte onderscheidende kenmerken, waarbij hij echter een voorbehoud maakte ten aanzien van de bouw van de schedel van het volgroeide volwassen dier. De schedel is langwerpig, de snuit slank en langwerpig; het bovenprofiel van de schedel buigt opvallend in een holle boog naar boven. Bij kleine individuen beslaat de fenestra antorbitalis een vijfde tot een kwart van de schedellengte. Bij kleine individuen dragen de kaken tot achttien tanden per zijde. De tanden zijn lang, nauw opeengepakt en licht buigend. De voorste tanden zijn naar voren gericht, de achterste tanden zijn korter en staan meer rechtop. De boven- en ondertanden grijpen ineen om een tralie te vormen waarbij voedseldeeltjes uit het water gezeefd worden; de tanden zijn daarbij echter korter en robuuster dan bij Ctenochasma. De derde tot en met zevende halswervel zijn matig lang. en de nek is relatief korter dan bij Pterodactylus en Ardeadactylus, een eigenschap die gedeeld wordt met Ctenochasma en Cycnorhamphus. Bij middelgrote of grote exemplaren is het vierde middenhandsbeen relatief langer ten opzichte van het spaakbeen, bij kleine exemplaren het langere element. Bij kleine exemplaren heeft het tweede kootje van de vleugelvinger 62 tot 74% van de lengte van het eerste kootje; bij het grote exemplaar 59%. De vleugelvingerkootjes nemen van binnen naar buiten in lengte af maar de relatieve afneming vermindert daarbij van binnen naar buiten ook. Het eerste middenvoetsbeen is langer dan het tweede en de eerste teenkootjes van de eerste vier tenen zijn ongeveer gelijk in lengte, opnieuw een kenmerk dat met Ctenochasma gedeeld wordt.

### Skelet

#### Kop en nek
De beschrijvers achtten het waarschijnlijk dat Aurorazhdracho een langwerpige kop heeft met een lengte van ongeveer vijftien centimeter. De afdruk daarvan ligt maar weinig van de romp af maar dat betekent niet noodzakelijkerwijs dat de nek kort is daar het ondergedeelte daarvan over het lichaam heen geschoven kan zijn. Hoog achter in de schedel lijkt de afdruk zichtbaar te zijn van het rechteroog. De onderrand van de onderkaken lijkt recht. Voor op de snuit lijkt de afdruk zichtbaar te zijn van een hoge bollende kam. Afdrukken van tanden zijn niet gevonden. De nek is vrij dun, bovenaan in breedte verdubbeld door een kennelijke keelzak. Achteraan de nek in middenin nog een uitstekende structuur zichtbaar waarvan de identiteit onduidelijk is.

#### Wervelkolom
Er zijn veertien ruggenwervels bewaard gebleven wat de complete reeks zou kunnen zijn. De achterste drie ruggenwervels dragen geen ribben. Sommige ruggenwervels hebben op het onderste oppervlak een uitholling in de lengterichting, andere een die dwars loopt en op het zijoppervlak van de wervel overgaat in een pleurocoel. Deze uitholling is vooraan en achteraan begrensd door scherpe richels. Het aantal sacrale wervels kan niet worden vastgesteld doordat ze bedekt worden door het bekken; het zijn er minstens vier en vermoedelijk vijf of zes. De staart is kort met veertien staartwervels. De voorste zijn nog enigszins langgerekt; naar achteren toe worden ze ongeveer even lang als breed. De eerste startwervels is sterk ingesnoerd, de volgende zijn cilindervormig en aan het eind kegelvormig. De vijfde tot en met achtste wervel heeft een diepe uitholling in de lengterichting op de onderkant. De voorste drie borstribben zijn vier tot vijf maal dikker dan de achterste acht. De onderste tak van de ribkop draait onder een hoek van 150° naar binnen toe, waarbij de nek ongeveer een vijfde tot zesde van de lengte van de schacht heeft. De beschrijvers concludeerden uit de vorm van de onderste gewrichtsfacetten dat de voorste drie ribben met het borstbeen articuleerden en dus als sternale ribben konden gelden. De vierde rib is het langst. Er zijn minstens drie en wellicht in totaal vijf paar buikribben.

#### Voorste ledematen
Het borstbeen is breed en schepvormig met de punt naar achteren gericht. Vooraan steekt er een puntige cristospina uit waarvan de lengte een vijfde van die van het borstbeen zelf bedraagt. Aan de basis van de cristospina bevinden zich de gewrichtsfacetten voor de ravenbeksbeenderen. Het ravenbeksbeen en het schouderblad zijn verbonden tot een scapulocoracoïde waarbij ze een hoek van 70° met elkaar maken. De punt van het schouderblad zou vermoedelijk tot aan de vijfde ruggenwervel reiken. Van het ravenbeksbeen is het vorkvormige uiteinde dat het borstbeen raakt veel breder dan de schacht en maakt een rechte hoek met het blad. De beschrijvers hebben de schoudergordel zo gereconstrueerd dat het schoudergewricht laag ligt, iets wat een beslissende rol speelt in hun classificatie van de soort. De positie van het gewricht hangt af van de lengten van het schouderblad en ravenbeksbeen die ze zo nauwkeurig mogelijk hebben proberen vast te stellen. Daartoe is het rechterravenbeksbeen vrijwel helemaal uit het gesteente geprepareerd; er bleef echter onzekerheid bestaan doordat het uiteinde precies op een breuk in de steenplaat onder de tegenoverliggende helft van de schoudergordel verdwijnt. Evenzo is de afmeting van de schouderbladen onzeker omdat de uiteinden onder andere botten liggen. Een stylusvormig uitsteeksel aan de onderste binnenzijde van het ravenbeksbeen vormt een extra hechte verbinding met het schouderblad.
Bij het opperarmbeen steekt de nek ongeveer 130° naar achteren ten opzichte van de schacht. Vooraan heeft de nek een diepe uitholling die tussen de verdikkingen is gelegen die het bovenste en onderste oppervlak kenmerken. De deltopectorale kam, die haaks op de schacht staat, maakt ongeveer een vijfde van de schachtlengte uit en in ruwweg trapeziumvormig met een afgeronde voorrand. De uitholling van de nek loopt onder de kam door en eindigt bij een pneumatisch foramen. De schacht is verder naar beneden rond in doorsnede en loopt uit in een onderste verbreding die een derde wijder is. De ellepijp is 82,9 millimeter lang en licht ingesnoerd. Het spaakbeen is 80,8/80,2 millimeter lang. De handwortelbeentjes zijn vergroeid tot twee polsbeenderen, een bovenste en een onderste. Het onderste carpale, verbonden met de middenhand, heeft aan de voorkant en de achterkant een bol ovaal oppervlak; ertussen loopt van boven naar beneden een trog die volgens de beschrijvers het gewrichtsfacet vormt voor het pteroïde, het staafvormige beentje dat het propatagium ondersteunt, een huidvlies tussen de pols en de nek. Het pteroïde is zeer lang, 54,2 millimeter. Met de kop ervan in de trog gelegen zou de punt inderdaad in de richting van de hals wijzen. Bij het fossiel is het pteroïde echter naar buiten gericht en raakt het met zijn bovengewricht, voorzien van drie gewrichtsknobbels de onderkant van het achterste oppervlak van het onderste carpale. Omklappend zou het dan naar voren wijzen, een alternatieve bewegingsmogelijkheid die voorspeld is door David Unwin.
De middenhand is uitzonderlijk lang, relatief de langste die van een pterosauriër uit het Jura bekend is. Het vierde middenhandsbeen, dat de vleugelvinger draagt, heeft een lengte van 94,6 millimeter en is daarmee langer dan de onderarm. De eerste drie middenhandsbeenderen zijn iets korter en veel dunner: bij elkaar hebben ze maar de helft van de breedte van het vierde. Overeenkomstig zijn de eerste drie vinger klein, waarbij de derde het langst is met ongeveer tweeënhalve centimeter. Ze dragen kleine gekromde klauwtjes, vier millimeter lang. Van de linkervleugelvinger hebben de vier kootjes een respectievelijke lengte van 119, 70,8, 50,8 en 50,6 millimeter.

#### Achterste ledematen
De prepubes die de buikholte ondersteunen zijn bladvormig met een langwerpige schacht die uitwaaiert in een brede vleugel. Beide vleugels hebben in het midden maar een beperkt raakvlak met elkaar. De vorm van de darmbeenderen is onzeker doordat die in het fossiel bedekt worden door de ischiopubes, de vergroeide onderste bekkenbeenderen. Deze zijn kort en breed met een rechte voorrand, een schuine achterrand en een rechte onderrand. De ischiopubes zijn middenin vergroeid wat de beschrijvers als een teken zien dat het een mannetje betreft; de vrouwtjes zouden overgroeide bekkenhelften hebben om de leg te vergemakkelijken.
De achterpoten zijn erg lang. De dijbeenderen hebben een lengte van 79/74 millimeter. Het scheenbeen is aanzienlijk langer dan het dijbeen, 116/115 millimeter lang. Het kuitbeen is gereduceerd en heeft een lengte van vier centimeter. In de middenvoet, ruim twee centimeter lang, is het vijfde middenvoetsbeen gereduceerd maar draagt nog wel een enkel teenkootje. De formule van de teenkootjes is 2-3-3-3-1 in de rechtervoet en 2-3-3-2-1 in de linkervoet. Het kleine en tussen de voeten verschillende aantal is een teken dat het dier nog niet volgroeid was; de rijping zou de formule op 2-3-4-5-1 gebracht hebben en het tweede kootje van de vierde teen van de rechtervoet is al aan het differentiëren. De voetklauwen zijn klein en gekromd en rond de vier millimeter lang.

## Fylogenie
De beschrijvers plaatsten Aurorazhdarcho basaal in de Azhdarchoidea. Het zou daarin zelfs de meest basale soort zijn wat overeenkomt met het feit dat het de oudste bekende azhdarchoïde zou zijn. Ze kwamen tot deze conclusie vanuit het toepassen van de vergelijkende methode, niet door het uitvoeren van een exacte kladistische analyse. Al vergelijkend ontdekten ze dat Aurorazhdarcho qua proporties het meest overeenkwam met Ctenochasma elegans, een soort die ook in de Solnhofener kalksteen gevonden wordt. Toch meenden ze dat Aurorazhdarcho geen lid van de Ctenochasmatidae was maar een azhdarchoïde. Tot deze gevolgtrekking kwamen ze niet door te tellen of Aurorazhdarcho meer nieuwe gedeelde eigenschappen, ofwel synapomorfieën, met de Azhdarchoidea gemeen had dan met de Ctenochasmatidae, wat de gebruikelijke methode is in dit soort gevallen. Dat vonden ze onbetrouwbaar omdat verschillende eigenschappen weleens zouden kunnen samenhangen doordat ze aanpassingen waren voor eenzelfde functie. In plaats daarvan lieten ze zich leiden door zogenaamde sleutelaanpassingen, evolutionaire veranderingen die ze als een wezenlijke verbetering zagen. De meest beslissende daarvan achtten ze de lage positie van het schoudergewricht die tot een grotere manoeuvreerbaarheid tijdens de vlucht zou hebben geleid. Die eigenschap alleen al zou een doorslaggevend bewijs zijn dat het om een azhdarchoïde ging. Ze gaven toe dat door beperkingen in het fossiel materiaal niet bepaald kon worden of deze eigenschap ook niet bij Ctenochasma aanwezig was maar dat achtten ze minder waarschijnlijk omdat bij één ruimere verwant van die soort, Pterodactylus, het schoudergewricht vermoedelijk hoger zou liggen.
Om de speciale positie van Aurorazhdarcho in de basis van de stamboom van de Azhdarchoidea te beklemtonen, benoemden de beschrijvers een speciale familie Protazhdarchidae, de 'eerste azhdarchiden'. Aurorazhdarcho is daarvan het enige lid en het begrip heeft daarom geen verdere functie. Een probleem bij deze familie is dat zij geen typegenus heeft, zoals verplicht is. Een geslacht 'Protazhdarcho' bestaat niet en als Aurorazhdarcho zelf het typegenus moet zijn, zou de familie de 'Aurorazhdarchidae' hebben moeten heten.
Bennett maakte in 2012 geen woorden vuil aan de methode van de naamgevers noch aan de Protazhdarchidae maar plaatste Aurorazhdarcho in de Ctenochasmatidae.
In 2014 werd alsnog een Aurorazhdarchidae benoemd en zelfs een Aurorazhdarchia.
|  | Huanhepterus                                                     |
|  |                                                                  |
|  | \| \| Ardeadactylus \| \| \| \| \| \| Aurorazhdarcho \| \| \| \| |
|  |                                                                  |
|  | Ardeadactylus                                                    |
|  |                                                                  |
|  | Aurorazhdarcho                                                   |
|  |                                                                  |

|  | Ardeadactylus  |
|  |                |
|  | Aurorazhdarcho |
|  |                |

|                | Cycnorhamphus                                              |
|                |                                                            |
| Moganopterinae | \| \| Feilongus \| \| \| \| \| \| Moganopterus \| \| \| \| |
|                | \| \| Feilongus \| \| \| \| \| \| Moganopterus \| \| \| \| |
|                | Feilongus                                                  |
|                |                                                            |
|                | Moganopterus                                               |
|                |                                                            |

|  | Feilongus    |
|  |              |
|  | Moganopterus |
|  |              |

|  | Huanhepterus                                                     |
|  |                                                                  |
|  | \| \| Ardeadactylus \| \| \| \| \| \| Aurorazhdarcho \| \| \| \| |
|  |                                                                  |
|  | Ardeadactylus                                                    |
|  |                                                                  |
|  | Aurorazhdarcho                                                   |
|  |                                                                  |

|  | Ardeadactylus  |
|  |                |
|  | Aurorazhdarcho |
|  |                |

|                | Cycnorhamphus                                              |
|                |                                                            |
| Moganopterinae | \| \| Feilongus \| \| \| \| \| \| Moganopterus \| \| \| \| |
|                | \| \| Feilongus \| \| \| \| \| \| Moganopterus \| \| \| \| |
|                | Feilongus                                                  |
|                |                                                            |
|                | Moganopterus                                               |
|                |                                                            |

|  | Feilongus    |
|  |              |
|  | Moganopterus |
|  |              |

|  | Huanhepterus                                                     |
|  |                                                                  |
|  | \| \| Ardeadactylus \| \| \| \| \| \| Aurorazhdarcho \| \| \| \| |
|  |                                                                  |
|  | Ardeadactylus                                                    |
|  |                                                                  |
|  | Aurorazhdarcho                                                   |
|  |                                                                  |

|  | Ardeadactylus  |
|  |                |
|  | Aurorazhdarcho |
|  |                |

|                | Cycnorhamphus                                              |
|                |                                                            |
| Moganopterinae | \| \| Feilongus \| \| \| \| \| \| Moganopterus \| \| \| \| |
|                | \| \| Feilongus \| \| \| \| \| \| Moganopterus \| \| \| \| |
|                | Feilongus                                                  |
|                |                                                            |
|                | Moganopterus                                               |
|                |                                                            |

|  | Feilongus    |
|  |              |
|  | Moganopterus |
|  |              |

|  | Huanhepterus                                                     |
|  |                                                                  |
|  | \| \| Ardeadactylus \| \| \| \| \| \| Aurorazhdarcho \| \| \| \| |
|  |                                                                  |
|  | Ardeadactylus                                                    |
|  |                                                                  |
|  | Aurorazhdarcho                                                   |
|  |                                                                  |

|  | Ardeadactylus  |
|  |                |
|  | Aurorazhdarcho |
|  |                |

|                | Cycnorhamphus                                              |
|                |                                                            |
| Moganopterinae | \| \| Feilongus \| \| \| \| \| \| Moganopterus \| \| \| \| |
|                | \| \| Feilongus \| \| \| \| \| \| Moganopterus \| \| \| \| |
|                | Feilongus                                                  |
|                |                                                            |
|                | Moganopterus                                               |
|                |                                                            |

|  | Feilongus    |
|  |              |
|  | Moganopterus |
|  |              |

|  | Huanhepterus                                                     |
|  |                                                                  |
|  | \| \| Ardeadactylus \| \| \| \| \| \| Aurorazhdarcho \| \| \| \| |
|  |                                                                  |
|  | Ardeadactylus                                                    |
|  |                                                                  |
|  | Aurorazhdarcho                                                   |
|  |                                                                  |

|  | Ardeadactylus  |
|  |                |
|  | Aurorazhdarcho |
|  |                |

|                | Cycnorhamphus                                              |
|                |                                                            |
| Moganopterinae | \| \| Feilongus \| \| \| \| \| \| Moganopterus \| \| \| \| |
|                | \| \| Feilongus \| \| \| \| \| \| Moganopterus \| \| \| \| |
|                | Feilongus                                                  |
|                |                                                            |
|                | Moganopterus                                               |
|                |                                                            |

|  | Feilongus    |
|  |              |
|  | Moganopterus |
|  |              |

|  | Huanhepterus                                                     |
|  |                                                                  |
|  | \| \| Ardeadactylus \| \| \| \| \| \| Aurorazhdarcho \| \| \| \| |
|  |                                                                  |
|  | Ardeadactylus                                                    |
|  |                                                                  |
|  | Aurorazhdarcho                                                   |
|  |                                                                  |

|  | Ardeadactylus  |
|  |                |
|  | Aurorazhdarcho |
|  |                |

|                | Cycnorhamphus                                              |
|                |                                                            |
| Moganopterinae | \| \| Feilongus \| \| \| \| \| \| Moganopterus \| \| \| \| |
|                | \| \| Feilongus \| \| \| \| \| \| Moganopterus \| \| \| \| |
|                | Feilongus                                                  |
|                |                                                            |
|                | Moganopterus                                               |
|                |                                                            |

|  | Feilongus    |
|  |              |
|  | Moganopterus |
|  |              |

|  | Huanhepterus                                                     |
|  |                                                                  |
|  | \| \| Ardeadactylus \| \| \| \| \| \| Aurorazhdarcho \| \| \| \| |
|  |                                                                  |
|  | Ardeadactylus                                                    |
|  |                                                                  |
|  | Aurorazhdarcho                                                   |
|  |                                                                  |

|  | Ardeadactylus  |
|  |                |
|  | Aurorazhdarcho |
|  |                |

|                | Cycnorhamphus                                              |
|                |                                                            |
| Moganopterinae | \| \| Feilongus \| \| \| \| \| \| Moganopterus \| \| \| \| |
|                | \| \| Feilongus \| \| \| \| \| \| Moganopterus \| \| \| \| |
|                | Feilongus                                                  |
|                |                                                            |
|                | Moganopterus                                               |
|                |                                                            |

|  | Feilongus    |
|  |              |
|  | Moganopterus |
|  |              |

|  | Huanhepterus                                                     |
|  |                                                                  |
|  | \| \| Ardeadactylus \| \| \| \| \| \| Aurorazhdarcho \| \| \| \| |
|  |                                                                  |
|  | Ardeadactylus                                                    |
|  |                                                                  |
|  | Aurorazhdarcho                                                   |
|  |                                                                  |

|  | Ardeadactylus  |
|  |                |
|  | Aurorazhdarcho |
|  |                |

|                | Cycnorhamphus                                              |
|                |                                                            |
| Moganopterinae | \| \| Feilongus \| \| \| \| \| \| Moganopterus \| \| \| \| |
|                | \| \| Feilongus \| \| \| \| \| \| Moganopterus \| \| \| \| |
|                | Feilongus                                                  |
|                |                                                            |
|                | Moganopterus                                               |
|                |                                                            |

|  | Feilongus    |
|  |              |
|  | Moganopterus |
|  |              |

## Levenswijze
In 2022 werd berekend dat de teenvliezen bij MB.R.3531 groot genoeg waren voor een krachtige afzet om snel van het wateroppervlak te kunnen opstijgen, binnen een biomechanisch model waarin ook met de vleugels afgezet werd.